# Pseudamycus flavopubescens
Pseudamycus flavopubescens är en spindelart som beskrevs av Simon 1899. Pseudamycus flavopubescens ingår i släktet Pseudamycus och familjen hoppspindlar. Inga underarter finns listade i Catalogue of Life.